# Avenue de Mazagran
L'avenue de Mazagran est une voie située dans le quartier du Parc-de-Montsouris du 14e arrondissement de Paris. 

## Situation et accès
Le côté impair de la voie est situé sur le territoire de la commune limitrophe de Gentilly, il se nomme « rue de Mazagran ».

## Origine du nom
Elle porte ce nom en mémoire du siège de Mazagran de 1840, durant la conquête de l'Algérie par la France.

## Historique
Cette courte voie, qui fait la jonction entre Paris et la commune de Gentilly, était autrefois la rue de Mazagran à Gentilly. Une partie de cette rue a été déclassée, à la suite d'une délibération du Conseil municipal de Gentilly en 2001. Après l'annexion d'une partie de son territoire en 1941, validée par une loi du 13 septembre 1941.
Elle a été réaménagée en 1960 au moment de la construction du boulevard périphérique de Paris, dont elle constitue un accès.

## Bâtiments remarquables et lieux de mémoire
- Accès (entrée et sortie) au périphérique extérieur.